# Садово-Хрустальненський
Садово-Хрустальненський – селище в Україні, в Хрустальненській міській громаді Ровеньківського району Луганської області.